# Aeródromo de La Axarquía

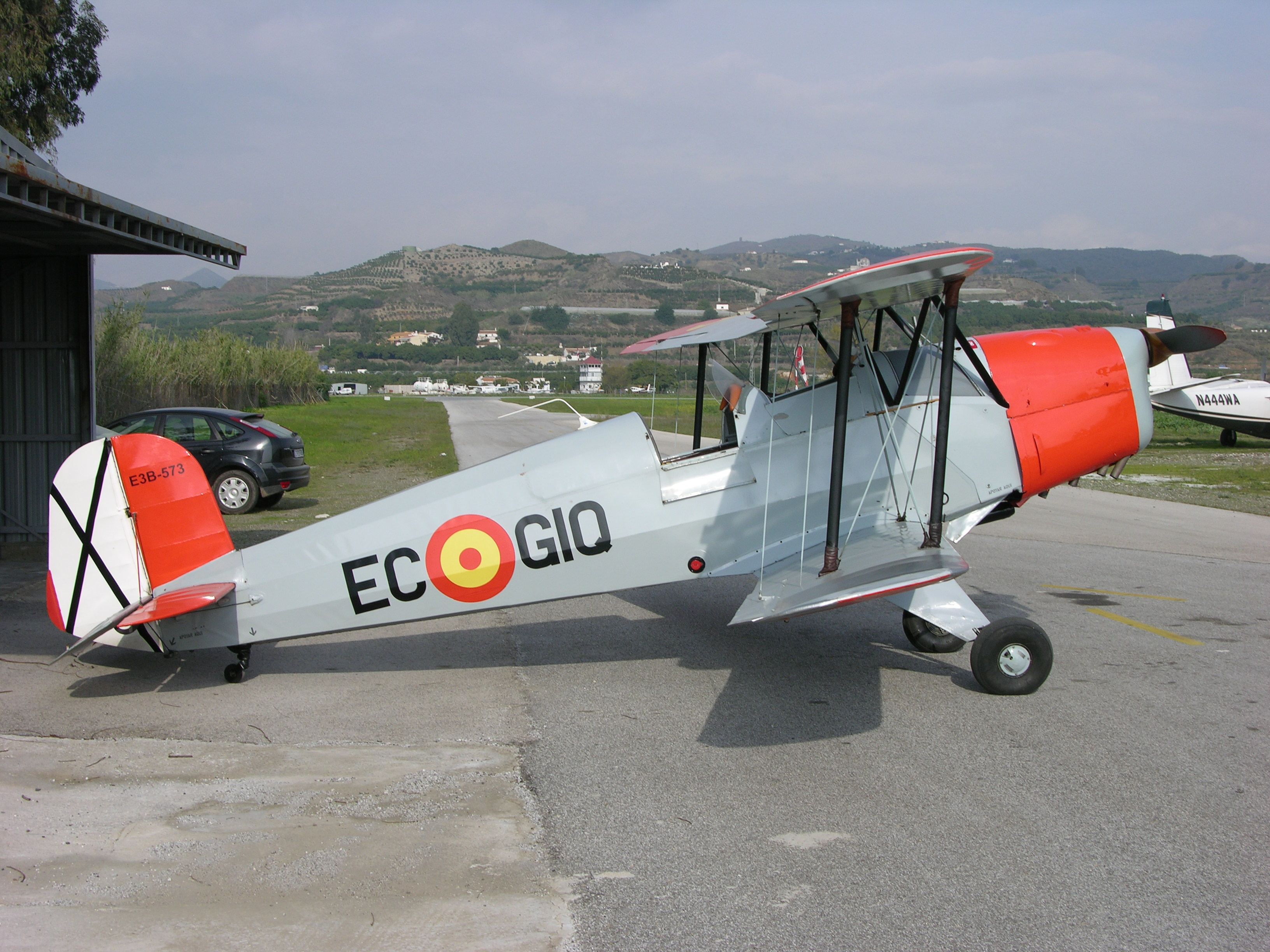
Avioneta en el Aeródromo de La Axarquía

El Aeródromo de La Axarquía - Leoni Benabu, (OACI: LEAX) es un aeródromo privado español situado en el municipio de Vélez-Málaga (provincia de Málaga). El aeródromo es propiedad del Real Aeroclub de Málaga. El nombre de Leoni Benabú se debe al deportista aéreo fallecido en 1993 y miembro destacado del Real Aeroclub de Málaga y del Real Aero Club de España.
El aeródromo dispone de una pista de aterrizaje de asfalto.